# Chrysobothris thoracica
Chrysobothris thoracica es una especie de escarabajo del género Chrysobothris, familia Buprestidae. Fue descrita científicamente por Fabricius en 1798.